# Ngọc Tem
Ngọc Tem là một xã thuộc huyện Kon Plông, tỉnh Kon Tum, Việt Nam.
Xã Ngọc Tem có diện tích 242,57 km², dân số năm 2019 là 3.498 người, mật độ dân số đạt 14 người/km².